# Conus magus
Conus magus é um molusco, cujo veneno é o primeiro a ser fonte de fármaco de origem marinha.

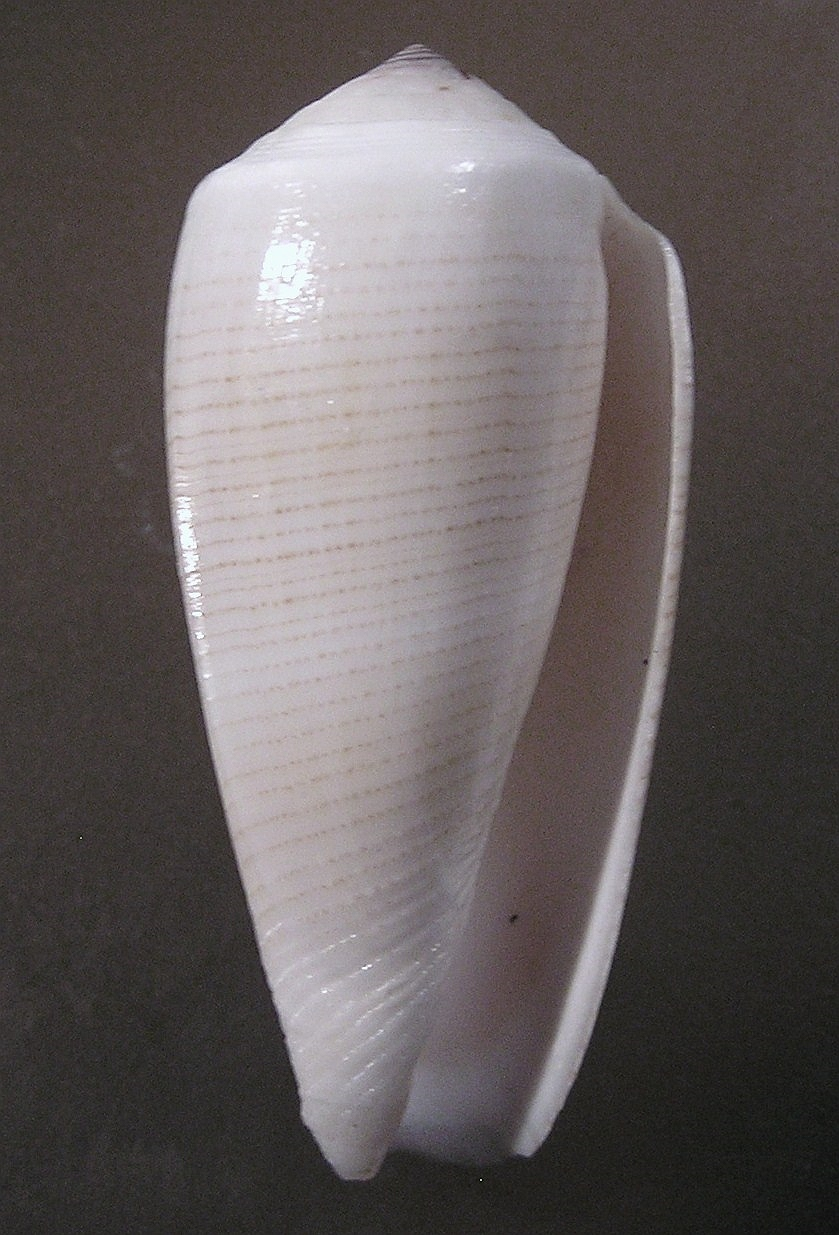
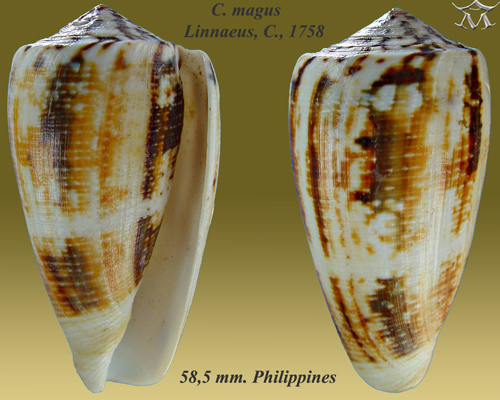
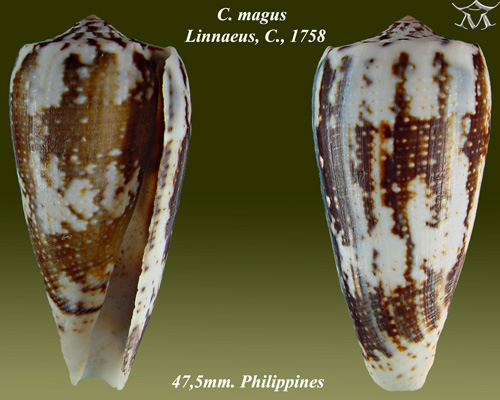
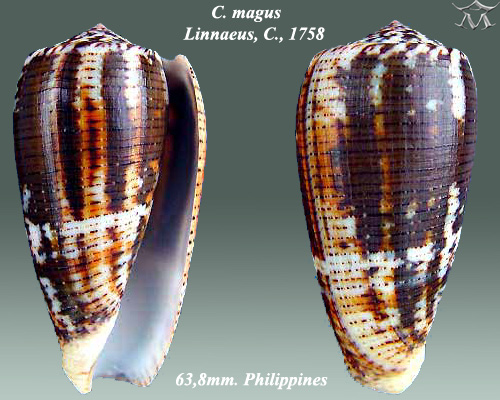
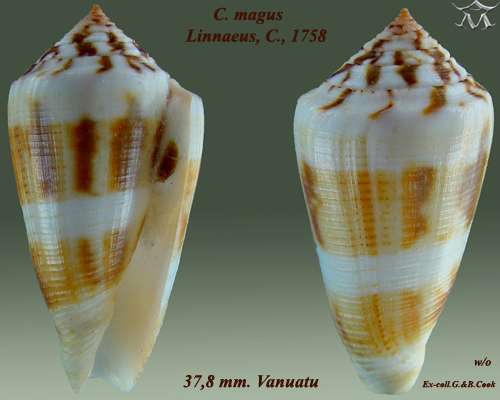